# Лапино (Одинцовский район)
Ла́пино — деревня в Одинцовском городском округе Московской области России.

## История
Впервые в исторических документах деревня встречается в описании 1678 года, согласно которому в сельце Лапино, Азарово тож имелась усадьба, где жили 11 холопов. Деревня была во владении боярина К. П. Нарышкина, деда Петра I. По Экономическим примечаниям 1800 года в сельце было 20 дворов, 48 мужчин и 61 женщин. На 1852 год в деревне Лапино числилось 12 дворов и 116 душ обоего пола, в 1890 году — 240 человек. По Всесоюзной переписи 17 декабря 1926 года числилось 72 хозяйства и 343 жителя, по переписи 1989 года — 78 хозяйств и 146 жителей. В позднесоветский период окрестности Лапина стали застраиваться многочисленными садоводческими некоммерческими товариществами (СНТ), затем — коттеджными посёлками. До 2019 года деревня относилась к Назарьевскому сельскому поселению.

## География
Лапино расположено в западной части Московской области, в 30 км к западу от Москвы и в 8 км к западу от Одинцова, на левом берегу реки Медвенки. С востока к Лапину прилегает деревня Никольское, с севера, за 1-м Успенским шоссе, — деревня Новодарьино. С южной стороны к Лапину прилегают несколько СНТ. Высота центра над уровнем моря 178 м.

## Экономика
Лапино — крупная деревня, включающая в себя несколько современных охраняемых коттеджных посёлков с развитой инфраструктурой. Является южной окраиной такого социально-географического феномена, как Рублёвка. В Лапине функционируют несколько торговых центров, имеются магазины, кафе, небольшие гостиницы и другие объекты социальной инфраструктуры. Имеется супермаркет торговой сети «Азбука вкуса».

## Транспорт
Через деревню Лапино проходит 1-е Успенское шоссе. Автобусные маршруты связывают Лапино с городами Одинцово и Звенигород.

## Архитектура и планировка
Лапино состоит из исторической части, окружённой современными коттеджными посёлками, позиционируемыми как элитные. Застройка в основном представляет собой частные дома, в западной части есть несколько современных многоквартирных домов.

## Здравоохранение
В Лапине находится крупный современный многопрофильный медицинский комплекс -— клинический госпиталь «Лапино», предоставляющий медицинские услуги по международным стандартам.

## Образование
В Лапине имеется частный детский сад.

## Спорт
На территории одного из коттеджных посёлков в составе деревни Лапино действует фитнес-клуб.

## Культура
Писателем Захаром Прилепиным в Лапине основан центр развития русской традиции «Русский лес» — площадка для творческого взаимодействия писателей, художников, музыкантов, историков и путешественников.

## Население
| 2002 | 2006 | 2010 |
| ---- | ---- | ---- |
| 133  | →133 | ↗260 |